# 湯浅喬子
湯浅 喬子（ゆあさ きょうこ、1995年2月10日 - ）は自身のファッションブランドKARRY（キャリー）のプロデューサー、およびファッションモデル。
スカウトをきっかけに雑誌　SEVENTEEN、BLENDAなどへの露出を開始。

## 来歴
- 2011 雑誌　SEVENTEEN
- 2013 TV Lovegol

「JJ」 「ViVi」読者モデル
- 2014 「 RireVie 」専属モデル
- 2014 関西コレクション
- 2015 関西コレクション
- 2016 CLASSY 読者モデル関西企画特集2ページ
- 2017 甲南女子大学2018パンフレット表紙
- 2018 ゴルフィード看板モデル
- 2019 JTB シンガポールビジネスクラス旅　パンフレット
- 2019 京都二条城プロジェクションマッピングHP 広告
- 2019 「KARRY」自社アパレルブランド立ち上げ
- 2020 名古屋伊勢丹ビルヂング「KARRY」期間限定pop up
- 2020 jaguar HP 広告
- 2020 るり渓　HP 広告

web モデル
- Chesty
- donoban
- 210nouve
- 神戸レタス
- トレアジューシェジャパン
- ナカボーサンエス
- lafata wedding
- valmure
- 阪急うめだ百貨店本店muse model
- 阪神うめだ百貨店　pr model

## テレビ出演
- girlsgolf TV（サンテレビ、2020年4月 - ）